# Virola
Genre
Classification phylogénétique
Virola est un genre de plantes à fleurs  de la famille des Myristicaceae, et dont l'espèce type est Virola sebifera Aubl.. Il contient quelques espèces d'arbres néotropicaux de taille moyenne à grande.

## Liste d'espèces
Selon World Flora Online (WFO) (02 février 2022) :
- Virola aequatorialis Muriel & Balslev
- Virola albidiflora Ducke
- Virola bicuhyba (Schott) Warb.
- Virola caducifolia W.A. Rodrigues
- Virola calophylla (Spruce) Warb.
- Virola calophylloidea Markgr.
- Virola carinata (Spruce ex Benth.) Warb.
- Virola crebrinervia Ducke
- Virola decorticans Ducke
- Virola divergens Ducke
- Virola dixonii Little
- Virola duckei A.C.Sm.
- Virola elongata (Benth.) Warb.
- Virola flexuosa A.C. Sm.
- Virola gardneri (A.DC.) Warb.
- Virola guatemalensis (Hemsl.) Warb.
- Virola guggenheimii W.A.Rodrigues
- Virola koschnyi Warb.
- Virola kwatae Sabatier
- Virola loretensis A.C. Sm.
- Virola macrocarpa A.C. Sm.
- Virola malmei A.C. Sm.
- Virola marlenei W.A. Rodrigues
- Virola megacarpa A.H. Gentry
- Virola michelii Heckel
- Virola minutiflora Ducke
- Virola mollissima (Poepp. ex A. DC.) Warb.
- Virola multicostata Ducke
- Virola multiflora (Standl.) A.C.Sm.
- Virola multinervia Ducke
- Virola obovata Ducke
- Virola officinalis Warb.
- Virola parvifolia Ducke
- Virola pavonis (A.DC.) A.C.Sm.
- Virola peruviana (A. DC.) Warb.
- Virola polyneura W.A.Rodrigues
- Virola reidii Little
- Virola rugulosa (Spruce) Warb.
- Virola schultesii A.C.Sm.
- Virola sebifera Aubl.
- Virola sessilis (A. DC.) Warb.
- Virola steyermarkii W.A.Rodrigues
- Virola subsessilis (Benth.) Warb.
- Virola surinamensis (Rol. ex Rottb.) Warb.
- Virola theiodora (Spruce ex Benth.) Warb.
- Virola urbaniana Warb.
- Virola venosa (Benth.) Warb.
- Virola weberbaueri Markgr.

Selon GBIF (02 février 2022) :
- Virola aequatorialis Muriel & Balslev
- Virola albidiflora Ducke
- Virola allenii D.Santam. & Aguilar
- Virola amistadensis D.Santam.
- Virola amistadensis Santamaría-Aguilar, Aguilar & Lagomarsino,
- Virola bicuhyba (Schott ex Spreng.) Warb.
- Virola caducifolia W.A.Rodrigues
- Virola calophylla (Spruce) Warb.
- Virola calophylloidea Markgr.
- Virola carinata (Spruce ex Benth.) Warb.
- Virola carinita
- Virola chrysocarpa D.Santam. & Aguilar
- Virola coelhoi W.A.Rodrigues
- Virola crebrinervia Ducke
- Virola decorticans Ducke
- Virola divergens Ducke
- Virola dixonii Little
- Virola duckei A.C.Sm.
- Virola elongata (Benth.) Warb.
- Virola flexuosa A.C.Sm.
- Virola fosteri D.Santam.
- Virola fosteri Santamaría-Aguilar, Aguilar & Lagomarsino,
- Virola gardneri (A.DC.) Warb.
- Virola gracilipes A.H.Gentry
- Virola guatemalensis (Hemsl.) Warb.
- Virola guggenheimii W.A.Rodrigues
- Virola koschnyi Warb.
- Virola kwatae Sabatier
- Virola lieneana Paula & Heringer
- Virola loretensis A.C.Sm.
- Virola macrocarpa A.C.Sm.
- Virola malmei A.C.Sm.
- Virola marleneae W.A.Rodrigues
- Virola marlenei W.A.Rodrigues
- Virola megacarpa A.H.Gentry
- Virola michelii Heckel
- Virola micrantha A.C.Sm.
- Virola minutiflora Ducke
- Virola mollissima (A.DC.) Warb.
- Virola montana D.Santam.
- Virola montana Santamaría-Aguilar, Aguilar & Lagomarsino,
- Virola multicostata Ducke
- Virola multiflora (Standl.) A.C.Sm.
- Virola multinervia Ducke
- Virola obovata Ducke
- Virola officinalis Warb.
- Virola otobifolia D.Santam.
- Virola otobifolia Santamaría-Aguilar, Aguilar & Lagomarsino,
- Virola parvifolia Ducke
- Virola pavonis (A.DC.) A.C.Sm.
- Virola peruviana (A.DC.) Warb.
- Virola polyneura W.A.Rodrigues
- Virola reidii Little
- Virola rugulosa (Spruce) Warb.
- Virola schultesii A.C.Sm.
- Virola schwackei Warb.
- Virola sebifera Aubl.
- Virola sessilis (A.DC.) Warb.
- Virola steyermarkii W.A.Rodrigues
- Virola subsessilis (Benth.) Warb.
- Virola surinamensis (Rol.) Warb.
- Virola tertiaria Berry,
- Virola theiodora (Spruce ex Benth.) Warb.
- Virola urbaniana Warb.
- Virola venosa (Benth.) Warb.
- Virola weberbaueri Markgr.

Selon ITIS (12 avr. 2011) :
- Virola calophylla (Spruce) Warb.
- Virola calophylloidea Markgr.
- Virola sebifera Aublet
- Virola surinamensis (Rol. ex Rottb.) Warb.
- Virola theiodora (Spruce ex Benth.) Warb.

Selon NCBI (12 avr. 2011) :
- Virola flexuosa
- Virola koschnyi
- Virola kwatae
- Virola michelii (appelé Yayamadou montagne en Guyane)
- Virola multicostata
- Virola multiflora
- Virola nobilis
- Virola sebifera
- Virola surinamensis (appelé Yayamadou marécage en Guyane)

## Utilisation
Virola calophylla, Virola calophylloidea et Virola theiodora sont utilisés sous forme de poudre à priser de composition et de noms variables (nyakwana, hak-ú-dufha, paricá, yákee, epená) selon les ethnies, ils sont hallucinogènes et considérés comme enthéogènes.
Le principal principe actif isolé de ces espèces est la 5-MeO-DMT mais on y trouve aussi parfois de faibles teneurs en autres tryptamines apparentées.

## Protologue
En 1775, le botaniste Aublet propose le protologue suivant : 
« VIROLA. {Tabula 345.) 

MAS. 

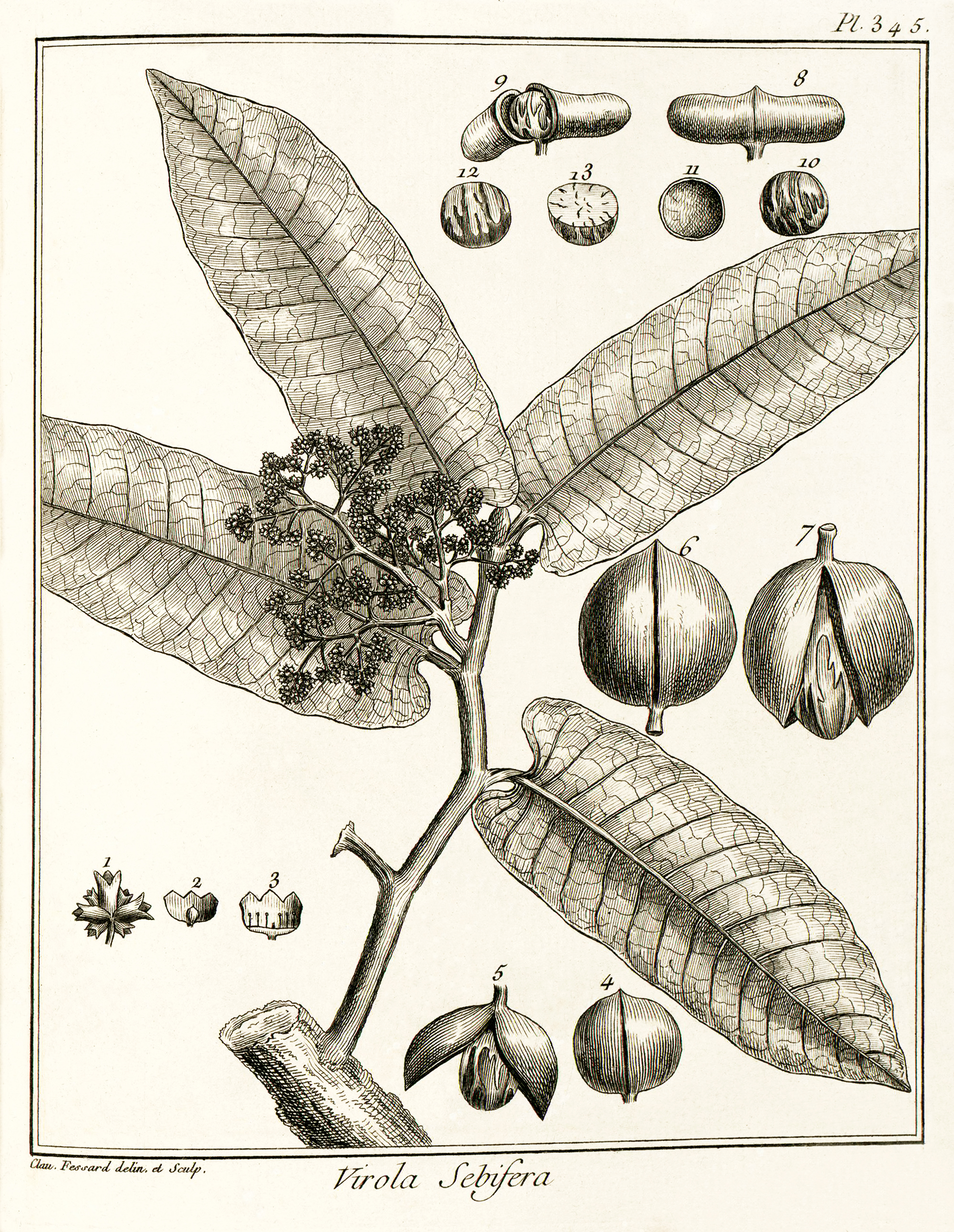
Virola sebifera d'après Aublet, 1775
On a repréſenté le fruit de grandeur naturelle. Les fleurs ſont groſſies & vues à la loupe. - 1. Grouppe de fleur. - 2. Fleur femelle ouverte. Ovaire. - 3. Fleur mâle ouverte. Étamine. - 4. Capſule. - 5. Cette capſule ouverte en deux valves. Noix. - 6. Capſule d'un arbre qui diffère du précédent par la groſſeur de ſon fruit. - 7. Cette capſule ouverte en deux valves. Noix. - 8. Capſule d'une troiſième eſpèce. - 9. Cette capſule ouverte en deux valves. Noix. - 10. Coque couverte de lames en forme de rézeau. - 11. Noix ſéparée de ſa coque. - 12. Coque ſans rézeau dont on voit ſeulement l’impreſſion. - 13. Noix coupée en travers.

CAL. Perianthium monophyllum, turbinatum, tomentoſum, ferrugineum, tridentatum ; denticulis acutis.

COR. nulla.

STAM. Filament a ſex, breviſſima , diſco in fundo calicis inſerta. Antheræ minimæ, biloculares.
FEMINA. 

CAL. Perianthium ut in mare, ſed brevius.

COR. nulla.

PIST. Germen ſubrotundum. Stylus brevis. Stigma obtuſum.

PER. Drupa cortice exſucco, tomentoſa, vireſcens, ſubrotunda acuta, ab utroque latere ſulcata, bivalvis, unilocularis.

SEM. Nux ſubrotunda, reticulatim ſulcata, & fibris rubris, carnoſis, planis, reticularis tecta ; nucleo ſubrotundo, venis rubris intùs variegato. »
— Fusée-Aublet, 1775.

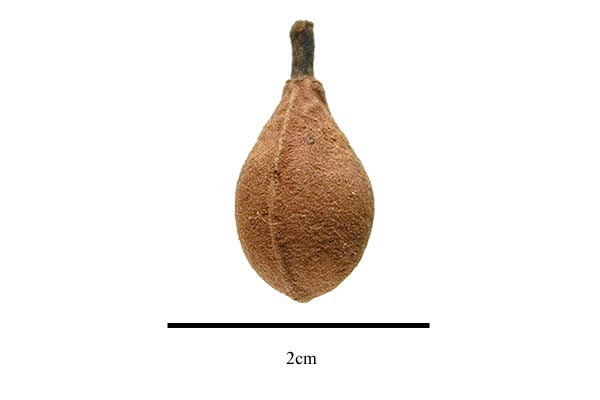
fruit de Virola elongata
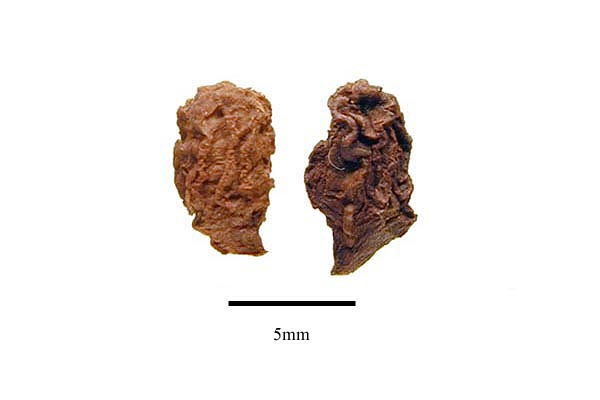
graines de Virola elongata
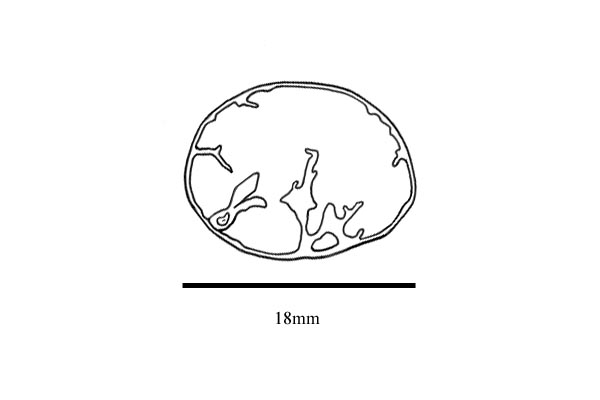
embryon de Virola carinata